# Сарибулак (Бурабайський район)
Сарибула́к (каз. Сарыбұлақ) — село у складі Бурабайського району Акмолинської області Казахстану. Входить до складу Боровської селищної адміністрації.
Село утворене 2006 року. У радянські часи тут було селище будинку відпочинку Воробйовка.
Населення — 87 осіб (2021; 65 у 2009).